# Hofkoch
Der Hofkoch war ein Koch, welcher an oder bei einem Hofe in Diensten stand. In engerer Bedeutung war er ein Koch in einer Hofküche, der die Speisen für die Hofleute oder für den Kammertisch zurichtete; im Gegensatz zum Mundkoch, der die Speisen für die herrschaftliche Tafel zubereitete.